# Villa Torlonia (Avezzano)
Villa Torlonia è un parco presente al centro del contesto urbano della città di Avezzano, in Abruzzo che, insieme all'adiacente parco di piazza Torlonia, costituisce una vasta area verde di circa sei ettari. Nella sua area sono presenti il giardino romantico, il museo della civiltà contadina e pastorale di Avezzano, il padiglione Torlonia, il palazzo Torlonia e la sezione di Archivio di Stato di Avezzano.

## Il parco

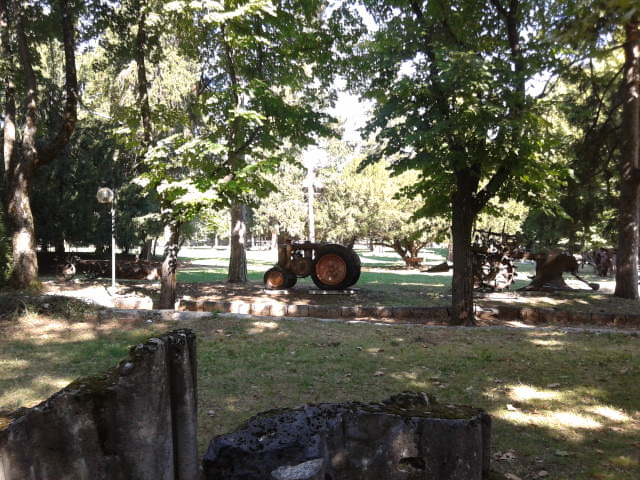
Frammenti della statua originaria della Madonna dell'Incile

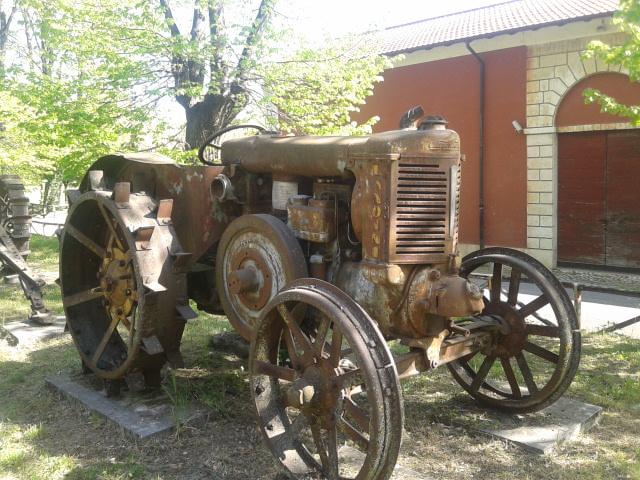
Super Landini a testa calda esposto nel parco

Nel parco della villa, esteso per oltre tre ettari, è possibile ammirare il giardino romantico con alberi e piante secolari di varie specie: abete, acacia, acero, agrifoglio, alloro, betulla, bosso, cedro del Libano, forsizia, frassino, ginkgo, mahonia, paulownia, platano, quercia, sambuco, tasso e tiglio. Alcuni frammenti di capitelli in pietra e della statua originale della Madonna dell'Incile innalzata nel 1876 su progetto di Carlo Nicola Carnevali e crollata con il terremoto del 1915 sono esposti lungo i viali del parco.

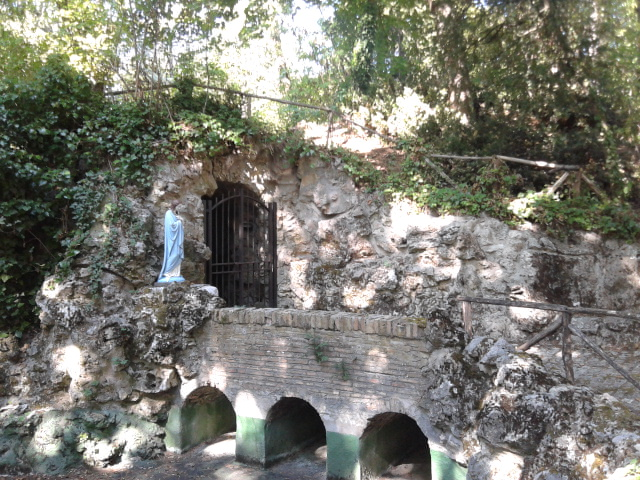
Ingresso della neviera

Voluta da Alessandro Torlonia insieme al palazzo omonimo, la villa è stata impostata al recupero di alcuni valori paesaggistici che hanno attinto al modello del giardino all'italiana ma soprattutto all'aspetto pittoresco e suggestivo del giardino romantico. Aspetti questi che hanno trovato maggiore risalto all'inizio del XX secolo quando Benedetto Croce nel 1912 favorì l'estensione della legge 364, primo dispositivo a tutela dei beni culturali, ai parchi e ai giardini italiani.

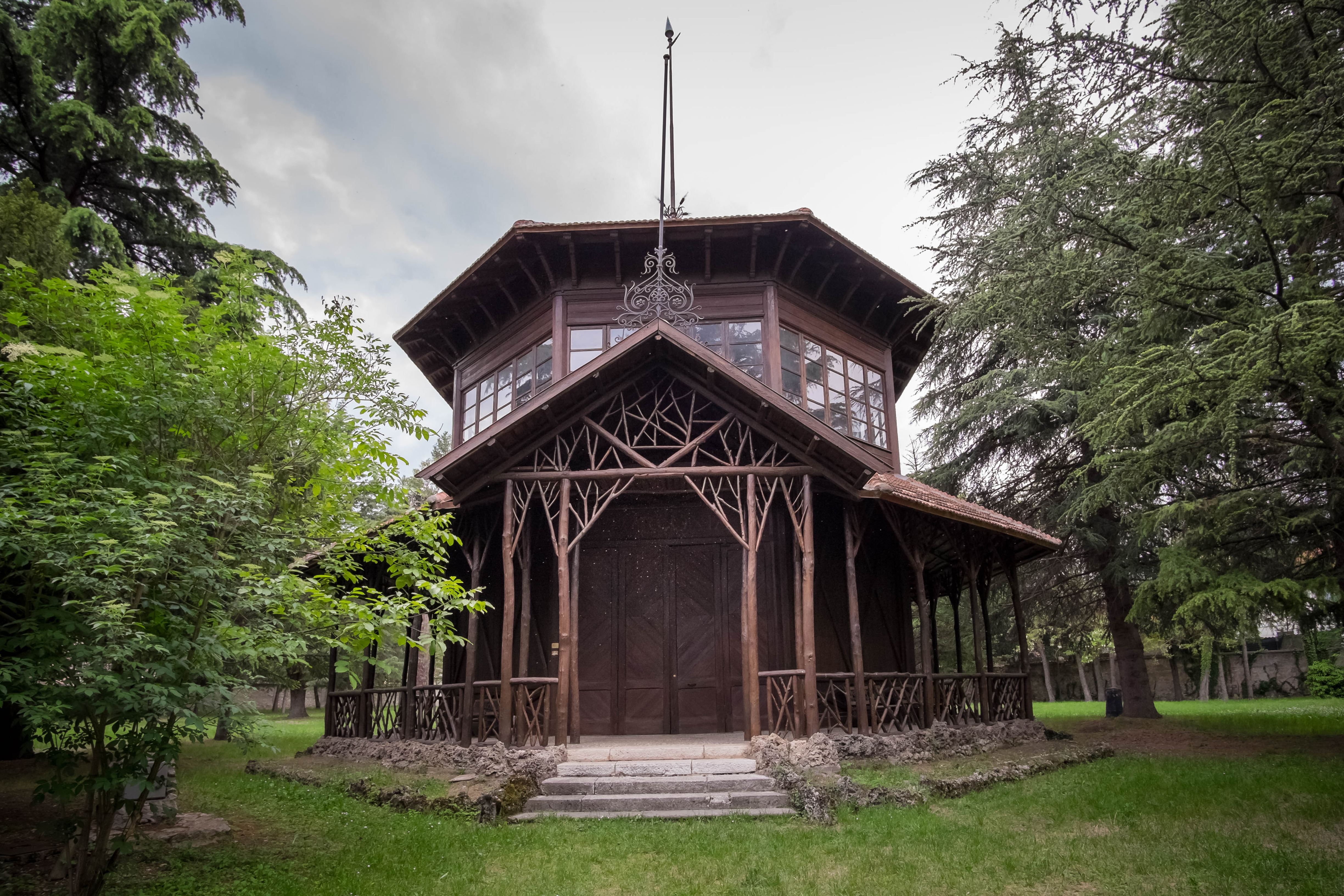
Il padiglione Torlonia

Insieme a piazza Torlonia, giardino pubblico adiacente esteso per circa altri due ettari, rappresenta uno dei polmoni verdi della città. I grandi edifici all'interno del parco, originariamente utilizzati come magazzini e granai vengono impiegati per mostre, fiere e varie attività culturali. La moderna palazzina di vetro, edificata dopo il sisma del 1915, ospita la sala convegni intitolata ad Antonio Picchi, commissario e poi presidente dell'azienda regionale ARSSA che permise un consistente restauro della villa alla fine degli anni novanta del XX secolo. Nel giardino è esposta la raccolta dei mezzi agricoli utilizzati dai primi contadini del Fucino per dissodare ed arare il terreno e per trebbiare il grano e il granturco. Un laghetto artificiale si trova dinanzi all'Immacolata Concezione, scultura in ghisa realizzata da un laboratorio napoletano. La ghiacciaia, detta anche neviera, è stata fatta costruire da Torlonia alla fine dell'Ottocento per la conservazione di alcuni alimenti.
Con delibera del 27 gennaio 2015 l'ente Regione Abruzzo ha di fatto conferito la gestione di villa Torlonia e di tutte le pertinenze al comune di Avezzano. Fu il bisnipote del prosciugatore del lago, il principe Alessandro Torlonia, a concedere il parco e il palazzo di famiglia al comune di Avezzano nel 1950 e, per motivi personali nel 1978, prima all'ente Fucino e infine alla Regione Abruzzo.

## Il padiglione Torlonia
Il padiglione Torlonia, impropriamente detto "casino di caccia" o "chalet", è una struttura in legno a pianta ottagonale realizzata in stile liberty dai falegnami romani Frosini e Boccaccini nel 1891. Fu acquistato da Alessandro Torlonia per abbellire la sua villa. All'interno furono collocati i numerosi reperti archeologici emersi durante il prosciugamento del lago Fucino. Dopo alcuni anni dal terremoto della Marsica del 1915 fu allestito al suo interno il museo della civiltà contadina e pastorale.